# 菱帶黃毒蛾
菱帶黃毒蛾（学名：Euproctis croceola）为毒蛾科黃毒蛾屬下的一个种。